# Mashike
Mashike (jap. 増毛町 Mashike-chō) – miasto w Japonii, w prefekturze Hokkaido, w podprefekturze Rumoi. Według danych na rok 2020 miejscowość zamieszkiwało 3 908 mieszkańców , a gęstość zaludnienia wyniosła 10,6 os./km².